# Steige
 Steige (en alsacià Stai) és un municipi francès, situat a la regió del Gran Est, al departament del Baix Rin. L'any 2008 tenia 581 habitants.
Forma part del cantó de Mutzig, del districte de Sélestat-Erstein i de la Comunitat de comunes de la Vall de Villé.

## Demografia
| 1962 | 1968 | 1975 | 1982 | 1990 | 1999 |
| ---- | ---- | ---- | ---- | ---- | ---- |
| 530  | 540  | 520  | 505  | 463  | 505  |

## Administració
| Període   | Identitat            | Partit |
| --------- | -------------------- | ------ |
| 1945-1960 | Charles Dillienseger |        |
| 1960-1977 | Camille Mangin       |        |
| 1977-1989 | Joseph Nusbaumer     |        |
| 1989-     | Roland Mangin        |        |